# Trifolium isthmocarpum
Trifolium isthmocarpum là một loài thực vật có hoa trong họ Đậu. Loài này được Brot. miêu tả khoa học đầu tiên.